# Laurel或Yanny爭論
Laurel或Yanny，又稱Yanny或Laurel，指的是發生於2018年5月11日起，在網路上流傳的一段簡短錄音，以及其引起的一連串錯聽爭論。該段錄音是2007年，由歌劇演唱家杰·奧伯利·強斯（Jay Aubrey Jones）於vocabulary.com所錄製並發表的20萬個單字參考發音之一。網路上主要的爭論點，在該段錄音所發出的單字究竟是「Laurel」（/ˈlɔːrəl/ 或 /ˈlɒrəl/）抑或「Yanny」（/ˈjæni/），而根據Twitter網路調查顯示，聽取該段錄音的逾50萬名網友，當中有53％的人回答聽見「Laurel」，剩下47％的人則表示聽見「Yanny」的單字發音。
據《衛報》稱，此項爭論是繼藍黑白金裙之後，網路上出現意見分歧最大的爭論。該爭論在網路上爆紅的數日後，Vocabulary.com增加「Yanny」條目，單字發音同「Laurel」條目，其定義是：「Yanny是一個能讓整個網路陷入苦惱至少24小時的單字或片語。當你『丟出一個Yanny』時，便是在若干類型的公共論壇上，開啟了一場具爭論性的激辯。」

## 背景與反應
美國喬治亞州一名15歲女學生凱蒂·黑澤爾（Katie Hetzel），當時就讀福羅利·布朗其高級中學，透過vocabulary.com查詢「Laurel」的單字發音，卻聽作「Yanny」，於是就將該段錄音發布至其Instagram動態上，其友人費南杜·卡斯楚（Fernando Castro）則將該段錄音製作成一部短片，並重新上傳至其Instagram動態上。翌日，網友RolandCamry將卡斯楚的短片發布至Reddit，YouTuber柯蘿·費德曼（Cloe Feldman）又轉載至其Twitter動態上，網路上的爭論進一步熱烈。對該爭論作出反應的知名人士，包括艾倫·狄珍妮，史蒂芬·金、克莉絲汀·泰根、吉米·坎摩爾、官大為、陳孜昊，而名字與該兩個單字相似的雅尼及洛柔·哈蘿亦作出相關反應。白宮在其Twitter動態上發布的一段短片中，美國總統唐納·川普開玩笑地回應此項爭論：「我只聽到了Covfefe」。

## 科學分析
明尼蘇達大學聽力科學教授班傑明·門生（Benjamin Munson）稱，「Yanny」可於較高頻率之下被聽到，而「Laurel」則在較低頻率之下被聽到。高齡層由於罹患老年性耳聾，能聽到較高頻率的能力可能降低，所以通常會聽到「Laurel」。麻薩諸塞州眼科及耳科醫院的聽力學主任凱文·法蘭克（Kevin Franck）則表示，該段錄音存在於「感知邊界」，並將其與奈克方塊相較。雪梨大學心理學院的大衛·阿萊斯（David Alais）教授亦將該段錄音與奈克方塊或魯賓之壺進行了比較，稱其為「模棱兩可的感知刺激」。亞利桑那大學的表達、語言及聽力學教授布萊德·史托利（Brad Story）談道，低品質的錄音帶來模糊性。挪威公共衛生研究所高級研究員波·L·恩達爾（Bo L. Engdahl）闡述，此案例之接收者所聽取的頻率各異，其效應與三全音悖論類似，這取決於接收者平時所接觸到的經驗、語言或方言。
若將原始錄音調至更高或更低的頻率，同一位接收者可以聽見不同的單字發音。《紐約時報》在其網站上發布一個互動工具，接收者可將該段錄音調至更高或更低頻率，以聽到「Laurel」或是「Yanny」，這支持了門生的論述。
加利福尼亞大學聖地牙哥分校心理教授黛安娜·德意奇（Diana Deutsch）說明：「如果你視覺上看到另外兩個詞彙，有些人可能就只會聽到他們看到的那些詞。」並解釋人們會下意識地把「很多的自我」帶入聽覺之中，其認為多數人之所以聽見「Yanny」或是「Laurel」的發音，是因為短片上明寫這兩個單字，導致促發效應的發生，此案例顯示經驗能使認知產生偏差。香港大學言語及聽覺科學部副教授吳民華則稱，除了接收者的主觀意願、過往經驗之外，接收者若在收聽前即已知道結果，同樣會影響接受結果。

## 类似事件
YouTube頻道DosmRider於2014年5月9日上傳一支短片，內容是評論《少年骇客》系列的玩具周邊，至於其中一項玩具的音效當中，所說的詞究竟是「Brainstorm」抑或「Green Needle」，網路上亦出現廣泛爭論，其原理與此案例類似。
抖音用户“首席烤鱼官”于2023年11月22日上传了一段视频，内容是猫主人喊自己猫的名字，在猫主人喊自己猫的名字产生歧义，所说的名字究竟是“咕噜”还是“咪咪”，网络上亦出现广泛争论，其原理与此案例类似。

## 釋義
1. ↑  Vocabulary.com的共同創辦人馬可·亭克勒（Marc Tinkler）表示，Vocabulary.com需要口齒清晰、讀得懂國際音標的人來錄製單字發音。有鑑於歌劇演唱家須透過國際音標，以唱出自己不甚理解的語言，故該網站雇用了歌劇演唱家來錄製單字發音[3]。
2. ↑  「Laurel」原意為月桂、桂冠[11]。
3. ↑  原文為Brainstorm，中文譯名為「蟹甲智多星」，在《Ben 10 外星英雄》、《Ben 10 終極英雄》當中登場的變身英雄角色[25]。